# ديث ميتال أنغولا (فلم)
ديث ميتال أنغولا (بالبرتغالية: Death Metal Angola)، هُو فيلم سيرة ذاتية موسيقي أمريكي أنغولي باللغة البرتغالية صدر سنة 2012.

## طاقم التمثيل
- ويلكر فلوريس.
- صونيا فيريرا.

## الإصدار
عُرض الفيلم لأول مرة في مسارح وصالات السينما في الولايات المتحدة في 7 نوفمبر 2014.

## وصلات خارجية
- ديث ميتال أنغولا على موقع IMDb (الإنجليزية)
- ديث ميتال أنغولا على موقع ميتاكريتيك (الإنجليزية)
- ديث ميتال أنغولا على موقع روتن توميتوز (الإنجليزية)
- ديث ميتال أنغولا على موقع أول موفي (الإنجليزية)
- ديث ميتال أنغولا على موقع بوكس أوفيس موجو (الإنجليزية)
- ديث ميتال أنغولا على موقع فيلمافينيتي (الإسبانية)
- ديث ميتال أنغولا على موقع قاعدة بيانات الفيلم (الإنجليزية)
- ديث ميتال أنغولا على موقع ليتربوكسد (الإنجليزية)
- ديث ميتال أنغولا على موقع كينوبويسك (الروسية)